# Tit Cesi
Tit Cesi (en llatí Titus Caesius) va ser un jurista, un dels deixebles de Servi Sulpici Lemònia Ruf, l'amic de Ciceró.
Pomponi el menciona en una relació dels deu deixebles de Sulpici: Alfè Var, Aule Ofili, Tit Cesi, Aufidi Tusca, Aufidi Namusa, Flavi Prisc, Ateu Pacuvi, Quint Antisti Labeó, Cinna, i Publici Gel·li. Tots aquestos deixebles van escriure alguna obra i potser una obra col·lectiva, sembla que dirigits per Aufidi Namusa. Tit Cesi no és mencionat expressament a la Digesta.